# Úřední dílo
Úřední dílo je dílo, které může jinak naplňovat všechny znaky autorského díla, ale u kterého je z důvodu veřejného zájmu jeho autorskoprávní ochrana zcela vyloučena. Nejde tedy o jeho omezení na základě smluvní nebo zákonné licence, ale o stav, kdy dílo vůbec nepodléhá úpravě autorského práva.
Autor úředního díla přitom nemusí o svá práva k dílu přijít hned na počátku, existují také situace, např. při vytváření obecní symboliky, kdy se původní autorské dílo následně „zúřední“, takže svou dosavadní autorskoprávní ochranu ztratí až poté.

## Vymezení úředního díla
V České republice úřední díla vymezuje ustanovení § 3 písm. a) autorského zákona na několika zřejmých příkladech:
- právní předpisy (nejen české, ale např. i evropské, a také mezinárodní smlouvy[1])
- rozhodnutí (vydaná v rámci výkonu veřejné moci, včetně rozhodčích nálezů[1])
- opatření obecné povahy
- veřejné listiny
- veřejně přístupné rejstříky a sbírky listin (veřejné rejstříky právnických a fyzických osob, katastr nemovitostí, rejstříky předmětů duševního vlastnictví apod.); chráněna jsou však už samostatná autorská díla obsažená v uložených listinách[1]
- sněmovní a senátní publikace (písemné podklady pro jednání a těsnopisecké záznamy z nich[1])
- obecní kroniky
- státní symboly a symboly obcí a krajů

Úředními díly ovšem nejsou jen díla hotová, dokončená na základě řádného úředního postupu, ale i jen jejich návrhy a nehotové materiály, včetně přípravné úřední dokumentace, např. návrhy zákonů včetně jejich důvodových zpráv. Autorskoprávní ochranu také postrádají překlady úředních děl, musí však být určena přímo k úředním účelům, nikoli soukromým.
Navíc jde kromě tohoto demonstrativního výčtu i o další podobná díla, u nichž je veřejný zájem na vyloučení autorskoprávní ochrany, tedy na tom, aby k nim měla veřejnost neomezený přístup a aby taková díla mohla být dále šířena. Protože je ale status úředního díla zásahem do jinak automatického autorského práva a působí tedy autorovi újmu na jeho osobních i majetkových právech, je zde nutný restriktivní (zužující) výklad. V každém konkrétním případě je proto vždy zapotřebí zkoumat, jestli je naplněn veřejný zájem a zda má dílo úřední povahu. Půjde zejména o peníze (bankovky a mince, patrně však už ne pamětní mince) nebo o zápisy a protokoly z úředních jednání.